# Parafia Wszystkich Świętych w Mórkowie
Parafia Wszystkich Świętych w Mórkowie – rzymskokatolicka parafia w Mórkowie, należy do dekanatu święciechowskiego archidiecezji poznańskiej. Została utworzona w XIV wieku. Mieści się pod numerem 66.